# Řád sv. Jiří z Korutan

Svatojiřský kříž v podobě vlajky užívané řádem

Řád sv. Jiří z Korutan (latinsky Ordo militaris Sancti Georgii, německy St. Georgs-Orden) byl středověkým vojenským rytířským řádem katolické církve, založeným v Rakousku.

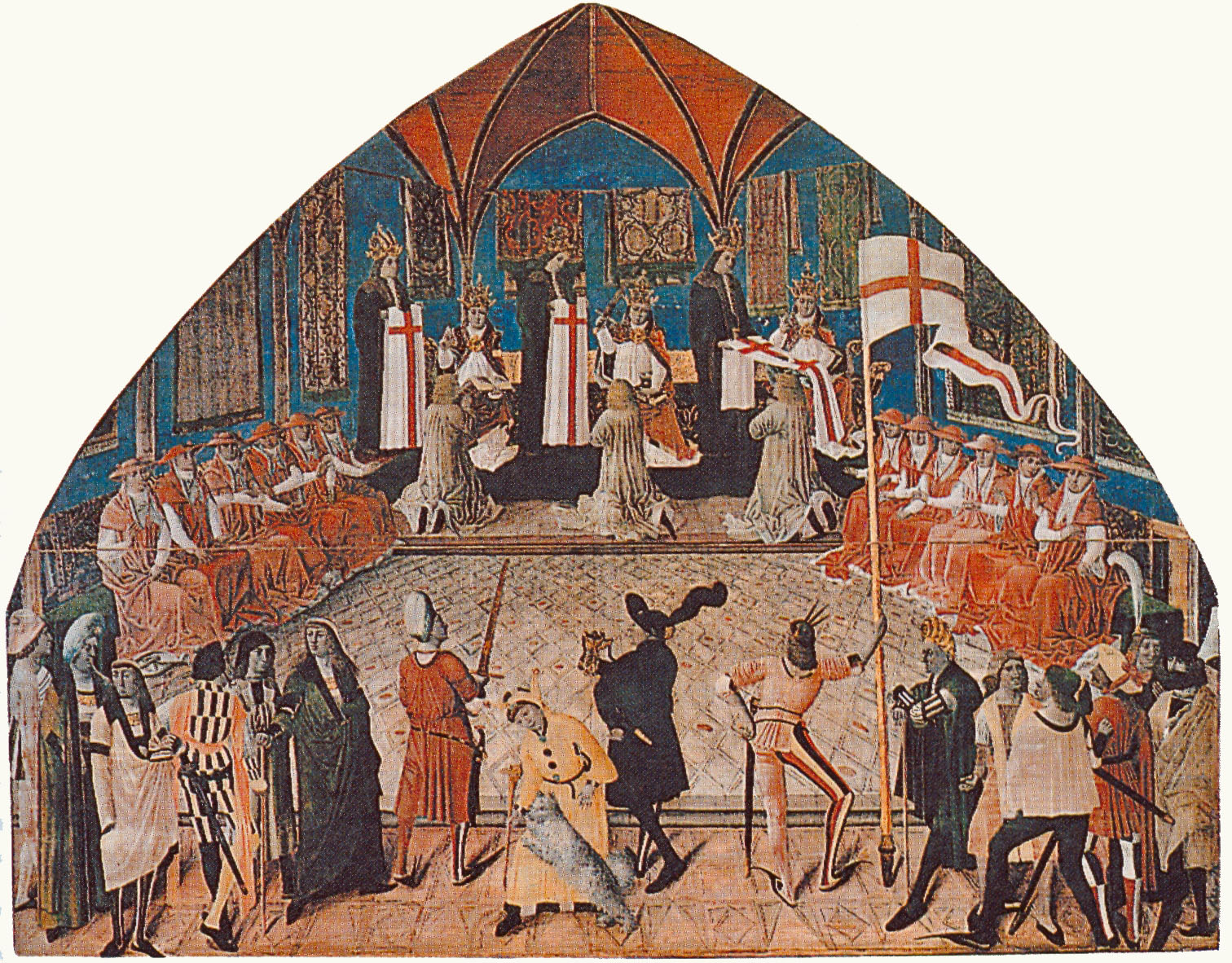
Investitura prvního velmistra řádu papežem Pavlem II.

Poprvé byl založen roku 1273 jako Špitální řád sv. Jiří z Korutan, který ovšem neměl dlouhého trvání.
Znovu byl založen roku 1468 císařem Fridrichem III. a papežem Pavlem II. a jeho smyslem byla obrana Říše a dobročinnost. Své hlavní sídlo měl na zámku Millstatt nedaleko Villachu v Rakousku. řádová řehole byla převzata od Řádu německých rytířů, členové řádu skládali řádové sliby čistoty a poslušnosti, nicméně nikoliv slib chudoby, takže si zachovávali osobní majetek. Aktivně se podíleli na odražení tureckého nájezdu roku 1529.
Řád zanikl roku 1598 a jeho majetek byl dán jezuitům. V padesátých letech 20. století se objevil samozvaný podvodný Sovrano Militare Ospedaliero Ordine di San Giorgio in Carinzia, který ovšem nemá nic společného s pravým řádem.

## Velmistři řádu

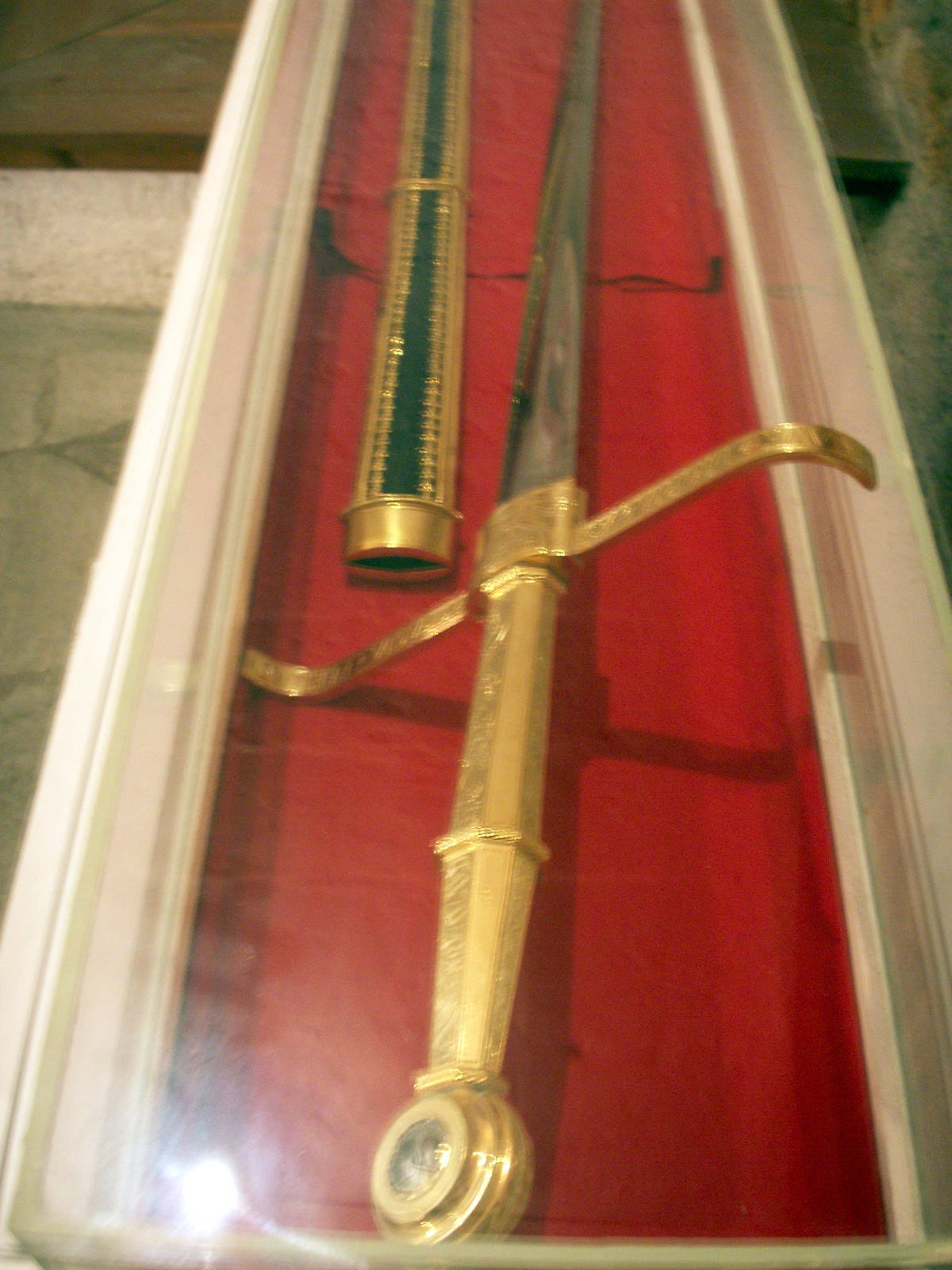
Kopie velmistrovského meče řádu sv. Jiří z Korutan

- Johann Siebenhirter (1469–1508)
- Johann Geumann (1508–1536)
- Wolfgang Prandtner (1536–1541)

## Historie

### Maxmilián I.
Jelikož se několik rytířů svatého Jiří ukázalo jako nezpůsobilých k boji proti invazním osmanským silám, císařův syn a nástupce Maxmilián I. (arcivévoda 1493–1519, císař 1508–1519), nazývaný „poslední rytíř“, krátce po smrti svého otce v roce 1493 založil přidružené světské bratrstvo svatého Jiří, které mělo především obsluhovat plánovanou pevnost v Rannu (Brežice) v Dolním Štýrsku. Samotný císař Maxmilián a několik říšských knížat se k bratrstvu připojili během slavnostního ceremoniálu, který se konal 28. října 1494 v katedrále v Antverpách. Členy byli také papež Alexandr VI. a četní kardinálové. Maxmilián vyzýval ke křesťanské výpravě proti osmanským vetřelcům, ta však ztroskotala kvůli habsburským sporům s králem Karlem VIII. Francouzským a Benátskou republikou.

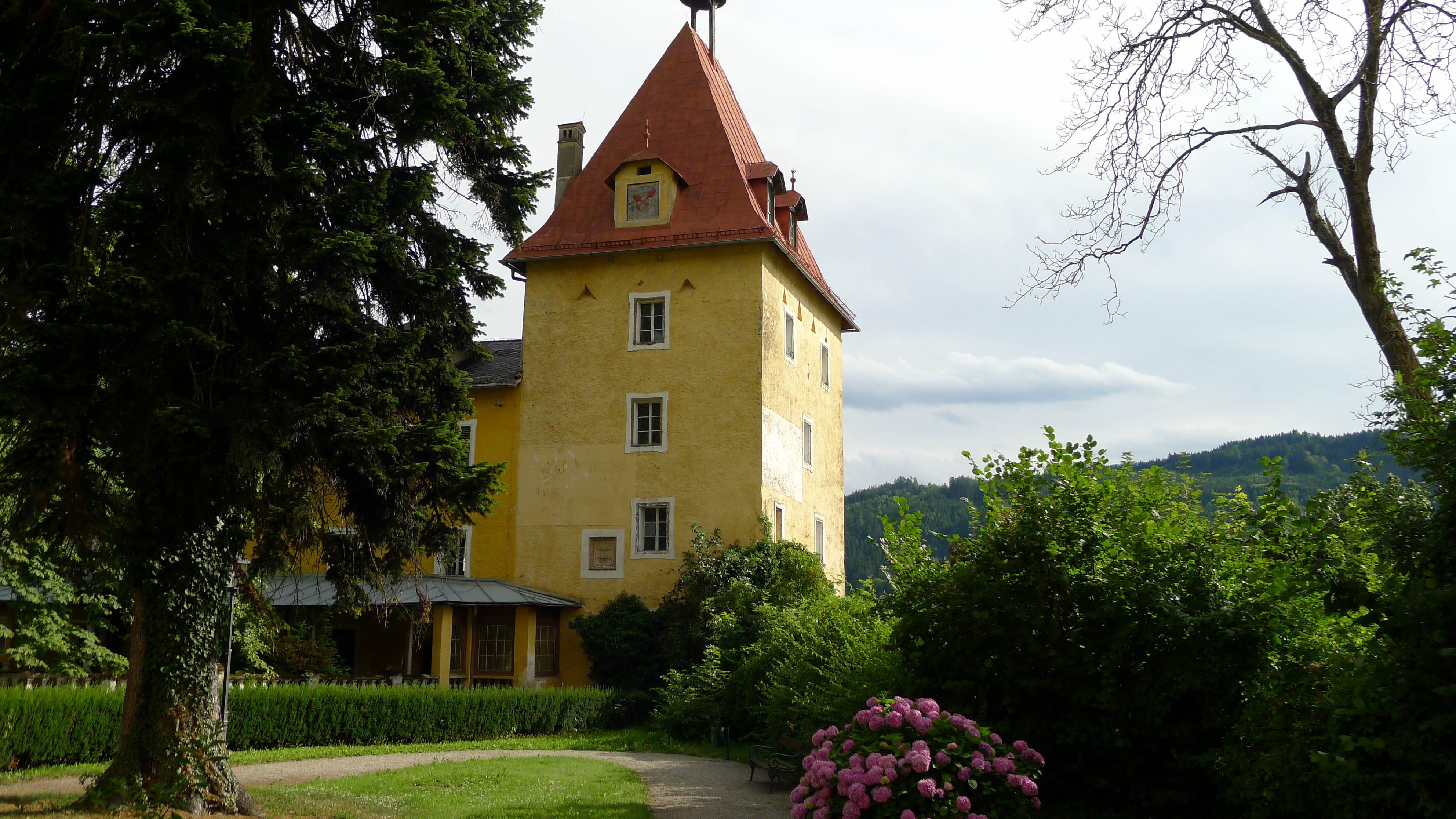
Siebenhirterova věž, Millstattské opatství

Přesto Maxmilián zůstal horlivým patronem řádu, jehož zástupci byli přítomni, když v roce 1508 přijal titul „zvoleného římského císaře“ během ceremonie v tridentské katedrále. Dne 10. října 1508 zemřel velmistr Siebenhirter a byl nahrazen hornorakouským šlechticem Johannem Geumannem. Maxmilián zvažoval, že by sám převzal titul velmistra, jelikož už v roce 1482 musel postoupit práva svrchovaného pána Řádu zlatého rouna svému synovi Filipovi I. Kastilskému, a Geumann nebyl do úřadu investován až do Maxmiliánovy smrti v roce 1518. Následující rok pak vykonával funkci vykonavatele poslední vůle zesnulého císaře a strážce jeho hrobky v katedrále ve Vídeňském Novém Městě poté, co salcburský arcibiskup Leonhard von Keutschach překazil Maxmiliánovy plány na vybudování grálu pevnosti poblíž St. Wolfganga. Řád svatého Jiří se odráží v mnoha uměleckých dílech z pozůstalosti císaře, například v Triumfálním oblouku, publikacích Theuerdank a Weißkunig, stejně jako v jeho modlitební knize vytištěné v roce 1513 s kresbami Albrechta Dürera (uchovávané v Bavorské státní knihovně).